# 奥南村 (愛媛県喜多郡)
奥南村（おくなむら）は愛媛県中南部、喜多郡に属していた村。現在の大洲市の東端部、河辺川流域にあたる。

## 地理
- 山 ： 大森山、鎧掛山、寒台山、町木山、笹峠山、雨乞山、大旗山、岳山
- 河川 ： 河辺川、舟戸川

## 歴史
- 1889年（明治22年）12月15日 - 町村制の施行により、川崎村、宮谷村、植松村、橡谷村、中津村、横山村が合併して発足。
- 1909年（明治42年）4月1日 - 山鳥坂村と合併して河辺村が発足。同日奥南村廃止。